# Caden Cunningham
Caden Luis Cunningham (Huddersfield, 7 de maio de 2003) é um taekwondista britânico.

## Carreira
Cunningham é de Huddersfield, Yorkshire. Ele estudou na King James's School, Almondbury. Ele treinou na Quest Taekwondo quando jovem.
Cunningham foi um talento precoce que conquistou seu primeiro título de Taekwondo no exterior na Alemanha, aos doze anos de idade. Ele foi posteriormente selecionado para representar a Europa no Children's Taekwondo Union Europe/Asia Challenge em 2016. Ele se tornou o campeão britânico de taekwondo cadete nas finais nacionais em Manchester em 2017, vencendo a categoria masculina de −49 kg. Ele foi posteriormente selecionado para representar a Grã-Bretanha no Campeonato Europeu na Hungria no final daquele ano.
Em sua luta de abertura do Campeonato Mundial de 2022, ele machucou o ligamento cruzado anterior do joelho, mas ainda assim venceu a luta, embora tenha perdido vários meses de ação competitiva após o torneio. Cunningham venceu a divisão +80 kg no Grande Prêmio Mundial de Taekwondo realizado no Foro Italico, em junho de 2023. Ele derrotou Nikita Rafalovich do Uzbequistão na final. Naquele mês, ele também foi anunciado no time britânico para participar dos Jogos Europeus de 2023, realizados em Cracóvia. Cunningham ganhou a medalha de ouro nos Jogos na divisão masculina +87 kg.
Nos Jogos Olímpicos de Verão de 2024, em Paris, conquistou a medalha de prata na categoria mais de 80 kg masculino.